# Niersbach
Niersbach in der Eifel ist eine Ortsgemeinde in der Verbandsgemeinde Wittlich-Land im Landkreis Bernkastel-Wittlich in Rheinland-Pfalz.

## Geographie
Niersbach liegt in der Westeifel. Zur Gemeinde gehören die beiden Ortsteile Niersbach und Greverath sowie die Wohnplätze Obere Mühle, Untere Mühle und Wenzelhausen.

## Geschichte
Niersbach wurde erstmals 1473 als Nydersbach urkundlich erwähnt.
Landesherrlich gehörten Niersbach und Greverath bis Ende des 18. Jahrhunderts zum Herzogtum Luxemburg und war Teil der Herrschaft Bruch.
Nach 1792 hatten französische Revolutionstruppen die Österreichischen Niederlande, zu denen das Herzogtum Luxemburg gehörte, besetzt und im Oktober 1795 annektiert. Von 1795 bis 1814 gehörten beide Orte zum Kanton Dudeldorf im Departement der Wälder.
Im Jahr 1815 wurde das ehemals luxemburgische Gebiet östlich der Sauer und der Our auf dem Wiener Kongress dem Königreich Preußen zugeordnet. Damit kamen die Gemeinden Niersbach und Greverath 1816 zum Kreis Wittlich im Regierungsbezirk Trier in der Provinz Großherzogtum Niederrhein, die 1822 in der Rheinprovinz aufging.
Die heutige Gemeinde wurde am 10. Juni 1979 aus den aufgelösten Gemeinden Niersbach und Greverath neu gebildet.
Bevölkerungsentwicklung
Die Entwicklung der Einwohnerzahl von Niersbach, die Werte von 1871 bis 1987 beruhen auf Volkszählungen:
| Jahr | Einwohner |
| ---- | --------- |
| 1815 | 450       |
| 1835 | 599       |
| 1871 | 666       |
| 1905 | 632       |
| 1939 | 607       |

| Jahr | Einwohner |
| ---- | --------- |
| 1950 | 648       |
| 1961 | 649       |
| 1970 | 667       |
| 1987 | 647       |
| 1997 | 693       |

| Jahr | Einwohner |
| ---- | --------- |
| 2005 | 711       |
| 2011 | 685       |
| 2017 | 708       |
| 2023 | 729       |

## Politik

### Ortsbürgermeister
2024 wurde Christian Döhr zum Ortsbürgermeister gewählt.
Hans-Josef Weirich war seit November 2016 Ortsbürgermeister.
Dessen Vorgänger Stephan Becker hatte das Amt bis Juni 2016 ausgeübt.

### Wappen
| Wappen von Niersbach | Blasonierung: „In Silber über grünem Wellenschildfuß eine blaue Töpferscheibe, beseitet von je einer roten Flamme, darüber ein blauer Topf.“ |
| Wappen von Niersbach | Wappenbegründung: Die Farben Rot und Silber erinnern an die Kurfürstliche Herrschaft Trier. Töpferscheibe und Tongefäß und rote Flammen gelten als Symbol des Töpferhandwerks, das seit frühester Zeit bis in unsere Tage in Niersbach betrieben wird. Der grüne Wellenschildfuß steht für Land- und Forstwirtschaft im Raume Niersbach-Greverath. |

## Kultur und Sehenswürdigkeiten

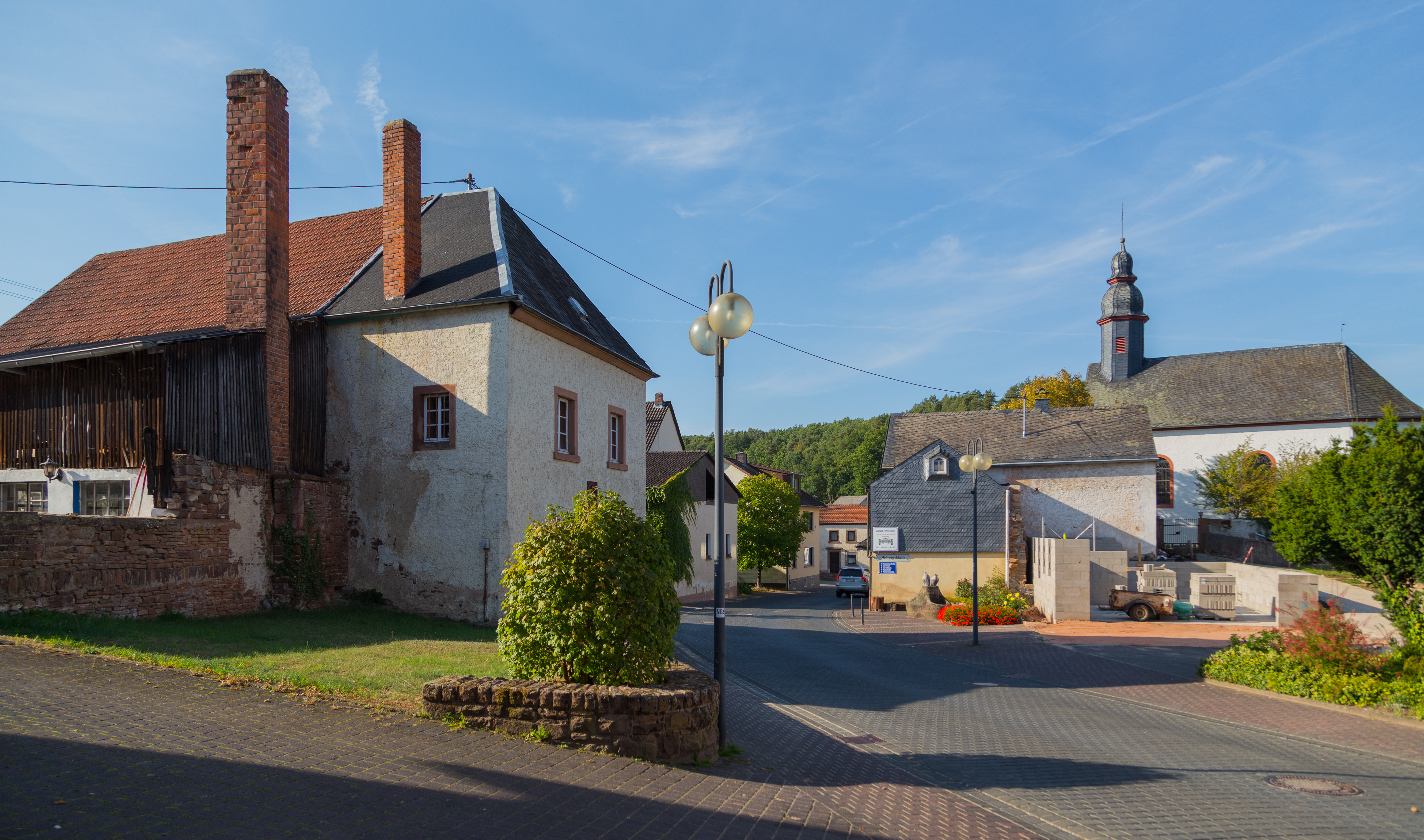
Ortsansicht

- Katholische Kirche St. Bernhard von 1793 in Niersbach[10]
- Katholische Kirche St. Hubertus von 1860 in Greverath[11][12]
- Hüttenbrennen am ersten Sonntag der Fastenzeit (sogenannter Scheef-Sonntag)[13]
- Durch Niersbach/Greverath führt der prämierte Wanderweg Eifelsteig; Partner-Wanderweg Meulenwaldroute[14][15]
- Töpferbrunnen (Ortskern Niersbach),
- Martinsbrunnen (zwischen Greverath und Heidweiler) vom Wittlicher Bildhauer Hans Scherl
- Mineralquelle Dreesbrunnen (Niersbach, Ortsausgang Mühlenstraße Richtung Bruch)
- Historische Dorfschmiede in Greverath
- Wegekapelle (Ehrenmal) am Ortsausgang Richtung Arenrath

Siehe auch: Liste der Kulturdenkmäler in Niersbach